# Komedia satyryczna
Komedia satyryczna – zbliżony do satyry podgatunek komedii, w którym komizm uzyskuje się poprzez ośmieszenie aktualnych zjawisk społecznych i politycznych. Cele utworów reprezentujących gatunek są przeważnie bieżące – za pomocą środków dramatycznych i satyrycznych walczą one z istniejącymi w danym miejscu i czasie obyczajami, instytucjami, modami i konwencjami.
Głównymi typami komedii satyrycznej są komedia polityczna i komedia obyczajowa. Komedia polityczna ośmiesza i krytykuje bieżącą sytuację polityczną, instytucje państwowe, zepsucie i skostnienie aparatu władzy. Przykładami może być wiele komedii Arystofanesa, jak Lizystrata czy Pokój, a w literaturze polskiej Powrót posła Juliana Ursyna Niemcewicza. Komedia obyczajowa ośmiesza określone środowiska społeczne i związane z nimi obyczaje i konwencje – np. Mieszczanin szlachcicem Moliera czy Rewizor Gogola.